# John Taylor (natation)
Pour les articles homonymes, voir John Taylor.
John Taylor né le 7 avril 1904 à Ormskirk (banlieue de Liverpool) et mort le 20 octobre 1980 à Southport (banlieue de Liverpool) est un nageur anglais.

## Biographie
Habitué des podiums nationaux en natation, mais jamais premier, John Taylor est aussi un joueur de water-polo crédité de plus de 1 000 buts durant sa carrière. Il est aussi sélectionné à cinq reprises dans l'équipe nationale de water-polo.
Aux Jeux olympiques d'été de 1924 à Paris, il est engagé sur le 1 500 mètres nage libre. lors des séries, il réalise 23 min 16 s 60 et est qualifié pour les demi-finales. Là, il ne peut rien face aux futurs premier et deuxième de la finale l'Australien Andrew Charlton et le Suédois Arne Borg (qui ont tous les deux battu le record du monde de la distance la veille) ; avec 23 min 13 s 80, il est relégué à plus de 45 secondes des qualifiés et termine dernier de sa course.
Il est par la suite entraîneur de natation et dirigeant régional dans la fédération anglaise de natation.